# 1528 az irodalomban
Az 1528. év az irodalomban.

## Új művek

Baldassare Castiglione

- Megjelenik Baldassare Castiglione itáliai író munkája: Az udvari ember (Il Cortegiano).
- Philippe de Commynes flamand történetíró emlékiratainak befejező, 7–8. része (az 1–6. rész 1524-ben jelent meg).
- Bemutatják Sá de Miranda (Francisco de Sá de Miranda) portugál költő antik szabályok szerint írt vígjátékát: Estrangeiros (Külföldiek).

## Születések
- november 2. – Petrus Lotichius Secundus (Peter Lotz, Peter Lotich) új-latin költő († 1560)
- 1528 – António Ferreira portugál költő, az első portugál tragédia írója († 1569)
- 1528 – Rémy Belleau francia reneszánsz költő, Pierre de Ronsard mellett a Pléiade költői csoport egyik vezéralakja († 1577)
- 1528 (vagy 1531) – Henri Estienne francia költő, filológus, humanista, tipográfus, az Estienne nyomdász dinasztia tagja († 1598)

## Halálozások
- 1528 – Jean d’Auton francia krónikás, bencés szerzetes, költő (* 1466 ?)